# Contea di Zhijin
La contea di Zhijin (织金县S) è una contea della Cina, situata nella provincia del Guizhou e amministrata dalla prefettura di Bijie.